# Narberth
Narberth (walisisch Arberth) ist eine Kleinstadt in Pembrokeshire, Wales. Es wurde um einen walisischen Hof herum gegründet, wurde später aber ein normannischer Stützpunkt an der Landsker Linie und Sitz der Harde Narberth.
Narberth liegt eine Meile südlich der A40 an der A478 und ist an die Bahnlinie nach Tenby und Pembroke angeschlossen.
Im Rathaus befindet sich das Gefängnis, in dem die Anführer der Rebecca Riots eingesperrt waren. Im Ort steht auch die Burgruine Narberth Castle.
River Cleddau bei Blackpool Mill in der Nähe von Narberth ist die am weitesten im Inland liegende Stelle, die noch gezeitenabhängig ist.

## Mythologie
In der Erzählung Pwyll Pendefig Dyfed (Pwyll, Fürst von Dyfed) befindet sich in Arberth der Hof des sagenhaften Fürsten Pwyll von Dyfed. Ob es sich dabei um Narberth handelt, ist nicht ganz gesichert, wird jedoch von den meisten Keltologen angenommen.